# Ctenoplusia proseides
Ctenoplusia proseides är en fjärilsart som beskrevs av Claude Dufay 1972. Ctenoplusia proseides ingår i släktet Ctenoplusia och familjen nattflyn. Inga underarter finns listade i Catalogue of Life.